# Karel Jeuninckx
Karel Jeuninckx (Borgerhout, 28 maart 1924 - Antwerpen, 29 augustus 2009) was een Belgische leraar geschiedenis die meewerkte aan de historische achtergrond  van verschillende bekende series van de BRT. Lo Vermeulen was de schrijver, Karel zat heelder avonden bij Lo Vermeulen om hem te begeleiden bij de historische achtergrond en soms ook wel ideen voor de jeugdserie., Hij zette echter geen enkel woord op papier-. Een aantal series werden op hun beurt omgevormd tot een boek.

## Biografie
Jeuninckx volgde eerst toneelschool. In 1947 behaalde hij aan de Universiteit Gent de diploma's van licentiaat geschiedenis en geaggregeerde hoger secundair onderwijs (geschiedenis). Hij was van 1950 tot 1980 leraar
geschiedenis aan het Koninklijk [nu GO!] Atheneum Hoboken. Naast zijn werk voor de tv en als jeugdschrijver, schreef hij ook mee aan een leerboek geschiedenis.

## Werk

### Televisie
- Manko Kapak, (1959) tv-jeugdserie
- Tijl Uilenspiegel, (1961) tv-jeugdserie
- De tijdscapsule, (1963) tv-serie
- Johan en de Alverman, (1965) tv-jeugdserie
- Midas, (1967) tv-jeugdserie van 16 episodes
- Fabian van Fallada, (1969) tv-jeugdserie van 13 episodes
- Het Zwaard van Ardoewaan, (1972) tv-jeugdserie van 13-episodes
- Magister Maesius, (1974) tv-jeugdserie van 13 episodes
- Rogier van Ter Doest, (1976) tv-serie

### Boeken
Jeugdboeken, samen met Lo Vermeulen:
- De Noormannen komen! (1956)
- De brug van Farnese (1957)
- Manko Kapak (1957) (kreeg de Hans Christiaan Andersen onderscheiding)
- Een spoorweg door het oerwoud (1959)
- De Beeldenstorm (1960)
- De koperen koning (1960)
- Gezant in Konstantinopel (1964)
- Midas, 2 delen (1968)
- De tijdscapsule (1970)
- Fabian van Fallada, 2 delen (1970)
- Het zwaard van Ardoewaan, 2 delen (1972)
- Magister Maesius, 2 delen (1974)
- Rogier van Ter Doest, 2 delen (1976)

In 'Open Venster', een reeks boekjes voor het secundair onderwijs, over historische en maatschappelijke onderwerpen:
- Napoleon en zijn betekenis voor deze tijd (1969) (Open Venster nr. 16)
- De oorlog (1973) (Open Venster nr. 47)
- Het nazisme (1977) (Open Venster nr. 84)

In samenwerking met een lerarencollectief: een schoolboek geschiedenis:
- Clio werkboek 1 : geschiedenis voor het 1ste observatiejaar V.S.O. (1978)[3]